# Digital Living Network Alliance
Digital Living Network Alliance（略称：DLNA（ディーエルエヌエイ））は、家電、モバイル、およびパーソナルコンピュータ産業における異メーカー間の機器の相互接続を容易にするために2003年6月に結成された非営利業界団体（米国、オレゴン州）であり、同団体が提唱するガイドラインである。結成当初はDigital Home Working Group（略称：DHWG）と名乗っていたが、2004年6月に現在の名称に変更された。

## 概要
DLNAでは加盟各社の製品が互いに互換性を持ち、家庭内で電子装置間のネットワークを可能にする業界標準（ガイドライン）を作ることを目的としている。 これによって、消費者は簡単にシームレスにデジタル生活を享受することができる。具体的にはDLNAガイドラインとして、各社の製品が共通に対応すべきMedia Format（コーデック）や、機器間が通信する際の手順（UPnPをベースとする）、ユーザインタフェースなどを定めている。
DLNAガイドラインには、2004年6月に発表されたVer.1.0と、2006年3月に発表された拡張ガイドライン (Ver.1.5) と呼ばれる2種類がある。2005年9月よりDLNAガイドラインに沿って作られた機器に対するデバイスの認証・ロゴプログラムが開始された。認証を取得しているものとしてはPCソフト、HDDレコーダー、薄型テレビ、セットトップボックス、NAS、スマートフォンなどがある。次のガイドラインとしてVer.2.0を作成中。
本来、家電メーカーが中心で始まった団体だが、ベースになるUPnPを策定したマイクロソフトやインテルの影響力が強い。インテルは現在DLNAの拡張にあたるViivを提唱している。またマイクロソフトは、DLNAをベースにしたPlays For Sureを提唱している。
UPnP、DLNA、Viiv、Plays For Sureは、それぞれベースとしている規格が同じであるため、相互互換性がある。これらの中ではDLNAは、家電寄りで日本国内色の強い規格にあたる。プロトコルがHTTPベースであることも特徴。これらとは別に、サン・マイクロシステムズが提唱しているJiniという類似した規格があるが、こちらはJavaをベースとしており互換性はない。また、Appleの音楽ライブラリソフトiTunesなどで使用されるBonjourという規格もあるが、IETFで策定された「Zeroconf」と呼ばれる規格に基づいたものでマルチキャストDNSベースのプロトコルとなっており、こちらも互換性はない。日本ではViiv、Plays For Sureに比べ対応機器も多く、メインストリームといえる。
2005年9月に、電波産業会（ARIB）がデジタル放送をDTCP-IPを使用してネットワーク配信することを認可した。もともとDLNAとDTCP-IPは違う規格として策定されていたが、2006年10月に発表された「DLNAリンクプロテクションガイドライン」では、DTCP-IPを必須条件の著作権管理技術として採用した。日本国内では、地上デジタル放送やBS・110度CSデジタル放送をDLNAとDTCP-IPを併用してネットワーク配信ができる機器が発売されている。
2017年1月5日に解散が発表され、認証サービスはスパイアスパーク・インターナショナル社に引き継がれる。UPnPをネットワークプロコトルとして使用するものはその後継として「OpenHome」がある。

## 主なバージョン
DLNA1.0（Ver.1.0）
2004年6月に発表。2005年9月よりデバイスの認証・ロゴプログラムが開始。主にAV・Music・ImageのPCや家電製品間での相互やり取りについて定められている。
サーバー(DMS)とプレーヤー(DMP)間でのネットワークが基本構成である。コントローラー(DMC)はプレーヤー側に内包されているため、本バージョンを採用しているAV機器はネットワークオーディオには含まれない。
DLNA1.5（Ver.1.5）
2006年3月に発表。Ver.1.0の拡張ガイドラインである。プリンターや携帯機器（PDAやデジタルカメラなど）を対象範囲に追加。また、DTCP-IPを必須条件の著作権管理技術として採用。Windows Media DRM 10はオプション条件である。
Ver.1.0との大きな違いは、コントローラー(DMC)が独立したことである。サーバー(DMS)、レンダラー(DMR)、コントローラー(DMC)の3すくみのネットワークが基本構成である。
日本国内メーカーのネットワークオーディオプレーヤーの殆どは本バージョンを採用している。しかし、本バージョンを採用したネットワークオーディオプレーヤーでは、プレイリスト管理がサーバー側ではなくコントローラー側のアプリで管理されているという致命的な短所がある。ガイドラインではプレイリスト管理についての項目までは定められていないからである。

## 代表的な対応製品
- ソニー
「ソニールームリンク」の機能名称が使われている。
  - BRAVIA（液晶テレビ、X1000シリーズ・J5000シリーズ・J3000シリーズ以降）、コクーン（HDDレコーダー）、スゴ録（DVDレコーダー）、VAIO (PC)、NETJUKE（ミニコンポ）、BDZシリーズ（BDレコーダー）、Sony Tablet（タブレット端末）
- ソニー・コンピュータエンタテインメント
  - プレイステーション3（ゲーム機）、nasne（NAS）
- DigiOn
  - DiXiM（PC用ソフトウェア）
- 東芝
  - RDシリーズ（DVDレコーダー）、Face（液晶テレビ、LZ150シリーズ以降）、REGZA（液晶テレビ、Z1000シリーズ・Z2000シリーズ・Z3500シリーズ以降）Qosmio (PC)、dynabook (PC)、レグザブルーレイ（BDレコーダー）、レグザタブレット（タブレット端末）
- パナソニック
「お部屋ジャンプリンク」として、ディーガ及びビエラで録画した番組やディーガで受信した放送を別の部屋で視聴可能。
  - VIERA（プラズマテレビ・液晶テレビ、VT2シリーズ・VT3シリーズ・RT2Bシリーズ・GT3シリーズ・ST3シリーズ・S3シリーズ・D2シリーズ・DT3シリーズ・G3シリーズ・X3シリーズ・他）、ブルーレイDIGA（BDレコーダー、2008年秋モデル以降）
- アイ・オー・データ機器
  - AVeL LinkPlayer（ネットワークメディアプレーヤー）、LANDISK（NAS）
- バッファロー
  - LinkTheater（ネットワークメディアプレーヤー）、LinkStation（NAS、HS-DGLシリーズ、HS-DHGLシリーズ）、TeraStation（NAS、HS-DTGL/R5シリーズ）
- ソニー・エリクソン・モバイルコミュニケーションズ（現ソニーモバイルコミュニケーションズ）
  - C905（携帯電話）
- 日立製作所
  - Wooo（液晶テレビ、XP770シリーズ・WP770シリーズ以降）
- シャープ
  - AQUOSブルーレイ（BDレコーダー、HDS55/53・HDW55/53以降）

など

## 主な加盟企業
- ソニー
- パナソニック
- パイオニア
- 東芝
- シャープ
- マイクロソフト
- インテル
- ヒューレット・パッカード
- フィリップス
- サムスン電子
- ノキア
- モトローラ
- ACCESS
- エイサー
- マーベル・テクノロジー・グループ